# Теэмант, Яан
Я́ан Те́эмант (эст. Jaan Teemant; 24 сентября 1872, Штейн-Фикельская волость, Эстляндская губерния, Российская империя — 24 июля (по другим данным, 3 июля) 1941, Таллин, Эстонская ССР) — эстонский государственный деятель.

## Образование
Первый ребёнок в семье волостного писаря. Его детство прошло недалеко от Кохила, где родители приобрели хутор. Окончил частную гимназию Хуго Треффнера, затем юридический факультет Петербургского университета (1901). Почётный доктор права Тартуского университета (1932).

## Революционная деятельность и заключение
Был помощником присяжного поверенного в Ревеле. В 1904—1905 годах — гласный городской думы Ревеля. В 1905 году активно участвовал в революционных событиях, в декабре 1905 года был избран руководителем Всеэстонского собрания народных представителей в Тарту, руководил собранием в актовом зале Юрьевского университета — так называемым «ауласким собранием». Был вынужден эмигрировать в Швейцарию. В условиях военного положения был заочно приговорён к смертной казни. После отмены военного положения и смертного приговора вернулся в Эстонию (в 1908). Был приговорён к полутора годам лишения свободы. Отбыв срок заключения, в 1911—1913 годах находился в ссылке в Архангельской губернии.

## Адвокат и политик
В 1913/1914–1940 — адвокат в Таллине, в 1919–1925 — председатель коллегии адвокатов. В 1917–1919 — член Эстонского временного земского совета, в 1917 году — первый заместитель председателя Эстонского временного земского совета, в 1918–1919 — генеральный прокурор Эстонской республики, в 1919–1920 — член Учредительного собрания. Был депутатом Рийгикогу второго — четвёртого созывов. С 15 декабря 1925 года по 9 декабря 1927 года и с 19 февраля 1932 года по 19 июля 1932 года — государственный старейшина Эстонии (глава государства).
Критически относился к авторитарному режиму Константина Пятса, установившемуся после государственного переворота 1934 года. В 1939–1940 годах являлся представитель Эстонии в Германском опекунском управлении (органе, созданном для попечительства над имуществом немцев, переселявшихся в Германию в этот период). При его правлении в Эстонии начали делать выплаты бывшим мызникам за национализированные в ходе земельной реформы 1919 года мызы.

## Гибель
24 июля 1940 года был арестован органами НКВД. 24 февраля 1941 года военным трибуналом признан виновным, наказание: 10 лет лишения свободы. Кассационная жалоба осталась неудовлетворённой. По некоторым данным, умер или был расстрелян в июле 1941 года в Таллинской центральной тюрьме.

## Цитата
- «Какой ещё театр в деревне? Крестьяне должны работать, а не тратить драгоценное время на хождение по театрам» (в оригинале: "Mis teatrit maale veel vaja. Maainimesed peavad tööd tegema, aga mitte teatriskäimisega kallist aega raiskama".) Источник: Möldre, Mari. Eesriie avaneb. — Tallinn: Eesti Riiklik Kirjastus, 1963. — С. 196.

## Кино
В фильме «Рождество в Вигала» (киностудия «Таллинфильм», 1980) Яана Теэманта сыграл Пеэтер Урбла.